# 高光一也
高光 一也（たかみつ かずや、1907年1月4日 - 1986年11月12日）は、日本の洋画家。石川県石川郡潟津村（現在の金沢市北間町）出身。中村研一に師事。金沢工芸短期大学名誉教授。日展文部大臣賞・芸術院賞受賞。芸術院会員。文化功労者。
高光大船の長男で真宗大谷派専称寺前住職。

## 略歴
石川県立工業学校図案絵画科卒。中村研一に師事。
帝展、新文展に出品。
1937年（昭和12年）に復活した新文展に『藁積む頃』を出品して特選。
1939年（昭和14年）に開催された第一回聖戦美術展では『叢中忘己』で陸軍大臣賞を受賞する。
第二次世界大戦後は日展に出品、1955年金沢美術工芸大学教授。人物画、特に華やかな女性像を得意として、多くの作品を描いた。63年「収穫」で日展文部大臣賞受賞。71年日本芸術院賞受賞、79年日本芸術院会員。1986年文化功労者。仏教に関する著作もある。

## 著作など
- 生活の微笑 教育新潮社 1962 (昭和仏教全集 第7)
- 高光一也自選画集 六芸書房 1970
- 近作画集と歎異鈔ノート 六芸書房 1974
- これでよかった 私の歎異抄ノートより 法蔵館 1984
- 高光一也展 石川県立美術館 1984
- 高光一也画集 六芸書房 1984
- 高光一也展 女性像に美の極致を求めて 高岡市立美術館 北日本新聞社 1993
- 高光一也展 没後10年 石川県立美術館 1996
- 高光一也の画業 モダンの煌めき 生誕100年 石川県立美術館 2007